# PRECIOUS?
『PRECIOUS?』（プレシャス?）は、日本のロックバンド、PERSONZの5枚目のオリジナルアルバムである。
3rd Album『NO MORE TEARS』、4th Album『DREAMERS ONLY』のエンジニア、ロジャー・ムントヌットを東京に迎えアバコスタジオにて制作。このアルバムのツアーにて東京ベイNKホールから日本武道館までの大規模なアリーナ公演ツアーを行う。
1990年12月17日付のオリコン週間アルバムチャートで初登場第3位を獲得。

## 収録曲
1. HALLELUJAH
　（作詞：JILL / 作曲：JILL / 編曲：PERSONZ）
2. MAYBE CRAZEE -I LOVE YOU-
　（作詞：JILL / 作曲：渡邉貢 / 編曲：PERSONZ）
3. MARQUEE MOONを聞きながら
　（作詞：JILL / 作曲：渡邉貢 / 編曲：PERSONZ）
4. MATERIAL MONSTERS PANIC!
　（作詞：JILL / 作曲：本田毅 / 編曲：PERSONZ）
5. PRECIOUS LOVE
　（作詞：JILL / 作曲：渡邉貢 / 編曲：PERSONZ）
6. TRAVELIN' (Believe In My Love)
　（作詞：JILL / 作曲：渡邉貢 / 編曲：PERSONZ）
7. NEO BARBARIANS (Wild Life-Wild Eyes)
　（作詞：JILL / 作曲：本田毅 / 編曲：PERSONZ）
8. CRUSH HEARTS (Get Up'N GO!)
　（作詞：JILL / 作曲：本田毅 / 編曲：PERSONZ）
9. ENFANT TERRIBLE (恐るべき子供たち)
　（作詞：JILL / 作曲：藤田勉 / 編曲：PERSONZ）
10. SWEET DREAMS
　（作詞：JILL / 作曲：藤田勉 / 編曲：PERSONZ）
11. PAPER MOON
　（作詞：JILL / 作曲：本田毅 / 編曲：PERSONZ）
12. PRIVATE REVOLUTION
　（作詞：JILL / 作曲：渡邉貢 / 編曲：PERSONZ）
13. GOD BLESS YOUR LOVE
　（作詞：JILL / 作曲：渡邉貢 / 編曲：PERSONZ）